# 背白土舟蛾
背白土舟蛾（學名：Togepteryx dorsoalbida），是昆虫纲鱗翅目舟蛾科土舟蛾属的其中一種。分布於中國福建、江西、湖北、湖南、廣西、四川和贵州省，雄性體長4.2-4.5公分，雌性體長4.7-5公分。背自土舟蛾的下唇須、額頭和胸部背面的后半部呈暗紅褐色。頭部、翅基片和胸部背面前半部呈灰白色。腹部背面則是暗灰褐色。翅膀前部灰色帶有紅褐色，近基部的前缘到外缘上有一條黑褐色縱帶，縱帶的前方帶灰白色，而隨著位置的推移，顔色漸漸變淺，直到後缘則呈白色。棲息在中亞熱帶地區，生活習性不明。

## 扩展阅读
維基物種上的相關：背白土舟蛾